# Дуцове
Дуцове (словац. Ducové) — село, громада округу П'єштяни, Трнавський край. Кадастрова площа громади — 2.63 км².
Населення 458 осіб (станом на 31 грудня 2020 року).

## Історія
Дуцове згадується 1348 року.

## Населення
| Рік:            | 1994. | 2004.   | 2014.    | 2024.    |
| --------------- | ----- | ------- | -------- | -------- |
| Кількість осіб: | 334   | 357     | 416      | 482      |
| Різниця:        |       | +6,88 % | +16,52 % | +15,86 % |

| Рік:            | 2023. | 2024.   |
| --------------- | ----- | ------- |
| Кількість осіб: | 476   | 482     |
| Різниця:        |       | +1,26 % |